# Atterrissage forcé de l'avion présidentiel bolivien en 2013

L'Espagne, la France et l'Italie (en rouge) refusent l'autorisation de traverser leur espace aérien. Risquant d'être à court de carburant, l'avion doit atterrir en Autriche (jaune).

Le 2 juillet 2013, après que le président bolivien Evo Morales a accordé en Russie une interview durant laquelle il a proposé d'offrir l'asile à Edward Snowden qui s'y trouve, l'avion qui le transporte est dérouté vers l'Autriche après que la France, l'Espagne et l'Italie lui ont interdit l'accès à leur espace aérien. 
Une importante polémique s'ensuit.

## Contexte
Le 1er juillet 2013, lors d'une interview accordée à la chaîne de télévision RT en marge d'une conférence des pays exportateurs de gaz en Russie, le président bolivien Evo Morales évoque son intention d'offrir l'asile à Edward Snowden qui se trouve alors en Russie. Snowden est un lanceur d'alerte qui, un mois plus tôt, a dévoilé des programmes de surveillance internationale secrète et généralisée développés et mis en œuvre par la National Security Agency : ces révélations lui valent de faire l'objet de poursuites criminelles aux États-Unis.

## Escale forcée

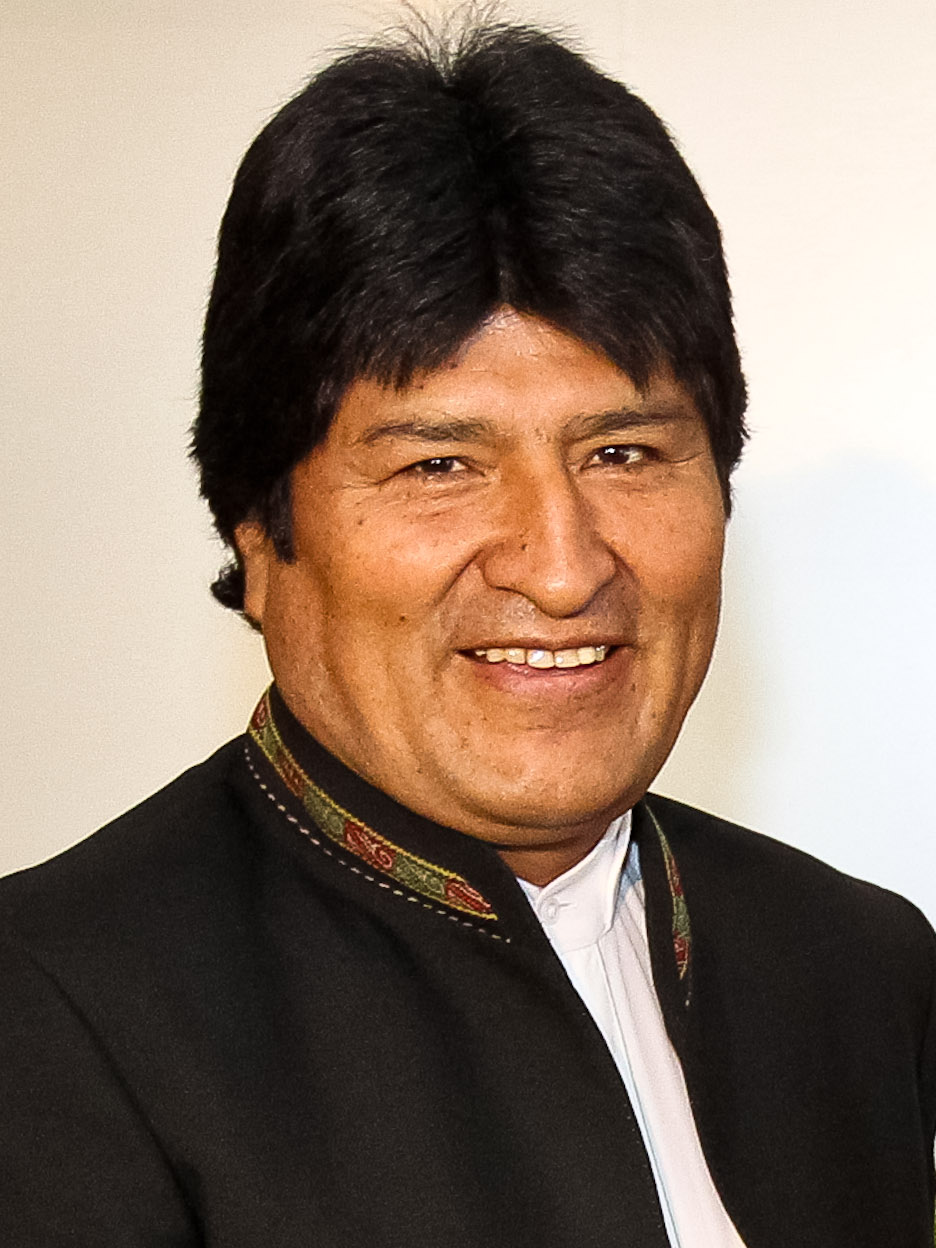
Le président bolivien Evo Morales.

Le lendemain de cette interview, le Dassault Falcon 900 de Morales qui doit le ramener de Russie en Bolivie, décolle de l'aéroport de Vnoukovo. Le vol doit se dérouter vers l'Autriche après que la France, l'Espagne et l'Italie lui ont signifié leurs refus d'accès à leurs espaces aériens officiellement motivés par des raisons techniques, mais en fait par crainte que Snowden soit à bord et que les États-Unis leur reprochent de permettre son transfert : ces refus d'accès sont vivement dénoncés par la Bolivie, l'Équateur et d'autres pays d'Amérique du Sud,. Dans un enregistrement sonore présenté comme une conversation entre l'équipage bolivien et la tour de contrôle de Vienne, on entend le pilote demander à atterrir en Autriche en raison du faible niveau de carburant restant.
L'atterrissage est autorisé, mais le vice-chancelier autrichien, Michael Spindelegger, déclare que l'avion a fait l'objet d'une perquisition. Le ministre bolivien de la Défense, pour sa part, nie qu'une perquisition ait été effectuée, affirmant que Morales avait interdit l'accès de son avion aux autorités autrichiennes,.
Le ministre espagnol des Affaires étrangères, José García-Margallo, confirme publiquement avoir été informé que Snowden était bien à bord, sans préciser la source de ses informations.
Le président autrichien, Heinz Fischer, vient saluer le président Morales dans son avion et petit-déjeune avec lui. L'avion redécolle après que les autorités autrichiennes ont confirmé qu'Edward Snowden ne se trouvait pas à bord. Snowden n'avait en fait pas quitté l'aéroport de Cheremetievo, où il était bloqué depuis son arrivée en Russie une semaine plus tôt.

## Excuses et explications
La France s'excuse immédiatement pour l'incident par les voix de son président François Hollande et de son ministre des Affaires étrangères, Laurent Fabius,. Les explications des autorités ne satisfont pas une bonne partie de la classe politique française, qui dénonce, à gauche comme à droite, un « asservissement de la France aux intérêts américains ». L'ambassadeur d'Espagne en Bolivie s'excuse deux semaines plus tard, invoquant des « procédures inappropriées ». Les Italiens et les Portugais envoient des « notes explicatives » au gouvernement bolivien. 
Le 3 juillet, Jen Psaki, porte-parole du département d'État américain, reconnait que les États-Unis ont été en contact avec différents pays par lesquels Edward Snowden aurait pu transiter, voire faire escale,.

## Désinformation par Julian Assange
En avril 2015, le fondateur de Wikileaks, Julian Assange, déclare avoir délibérément diffusé les fausses informations selon lesquelles Edward Snowden se serait trouvé dans l'avion présidentiel bolivien, afin de mettre les services secrets américains sur une fausse piste. En réponse, l'ambassadeur de Bolivie en Russie demande à Julian Assange de s'excuser pour avoir mis en danger la vie d'Evo Morales et des occupants de l'avion. Interviewé en août 2015 par le journal bolivien El Deber, Assange indique que Wikileaks et le gouvernement du Venezuela ont discuté de la possibilité d'exfiltrer Snowden hors de la Russie à bord de l'avion présidentiel du Venezuela ou de la Bolivie. Assange affirma n'avoir pas lui-même communiqué avec les Boliviens et ne pas savoir si le gouvernement bolivien était au courant de ces négociations ; selon lui, le Venezuela aurait dû avertir la Bolivie.

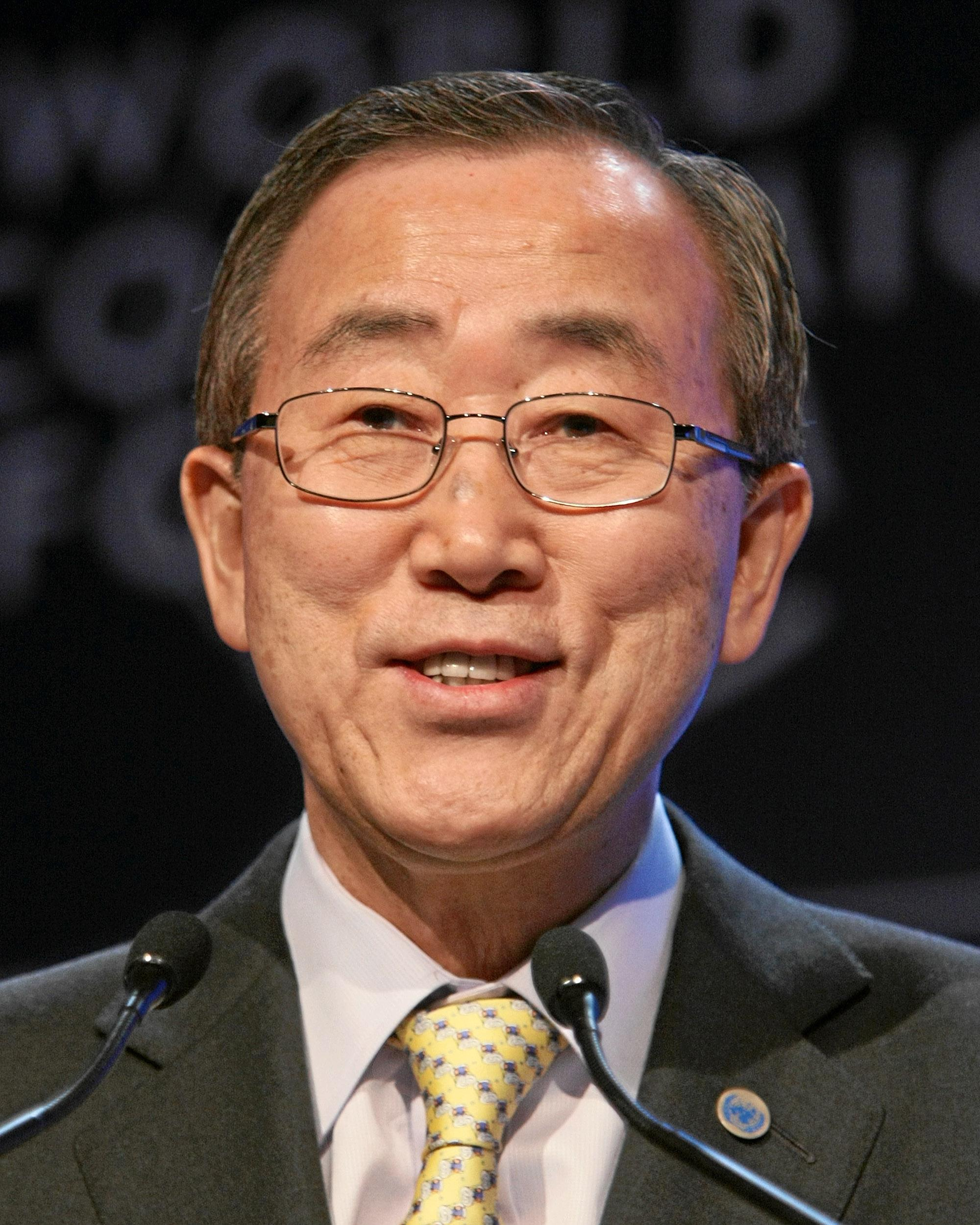
Le secrétaire général de l'ONU, Ban Ki-moon, réaffirme le droit de tout chef d'État se déplaçant en avion à l'immunité et à l'inviolabilité.

## Conséquences
À la suite de cet incident, sept pays d'Amérique latine : Bolivie, Argentine, Cuba, Équateur, Nicaragua, Uruguay et Venezuela, expriment leurs préoccupations au Secrétaire général de l'ONU Ban Ki-moon, qui rappelle qu'un chef d'État se déplaçant en avion jouit de l'immunité et de l'inviolabilité. Ban Ki-moon souligne l'importance de prévenir que de tels incidents se reproduisent à l'avenir.
Le 20 septembre 2013, Evo Morales annonce une action en justice internationale contre le gouvernement américain pour avoir bloqué à plusieurs reprises des vols présidentiels, par exemple en retardant l'autorisation de survoler Porto Rico pour l'avion présidentiel vénézuélien ; les autorités américaines indiquent que le président vénézuélien Nicolás Maduro, en route pour Pékin en vue d'entretiens bilatéraux avec la République populaire de Chine, aurait dû donner un préavis de trois jours.